# Metro van Gwangju
De metro van Gwangju (Hangul: 광주 도시철도; Hanja: 光州都市鐵道) is een klein metrostelsel in het zuidwesten van Zuid-Korea. Gwangju is een van ’s lands grotere steden met bijna anderhalf miljoen inwoners. De metro bestaat uit een lijn, waaraan 20 stations gelegen zijn. De bouw en organisatie van het systeem vertonen veel overeenkomsten met de metro in Seoel. Na acht jaar bouwtijd werd de metro in 2004 geopend. Het oorspronkelijke plan om een netwerk van vijf lijnen aan te leggen, is op de lange baan geschoven.

## Lijn 1
In 1996 werd begonnen aan de bouw en na enige vertragingen vond de opening plaats in 2004. De metrolijn ligt in oost-westelijke richting, beide eindstations liggen aan de rand van het dichtbebouwde stadsgebied. De meeste stations bevinden zich ondergronds, slechts beide eindstations bevinden zich op maaiveldniveau. Aan beide kanten bevindt zich een depot voor de treinen.
In het oosten biedt de lijn een overstap naar het vliegveld van Gwangju bereikt worden, station Songjeongni biedt aansluiting op de hogesnelheidstrein van Zuid-Korea. Het oude hoofdstation van Gwangju, waar veel regionale treinen vertrekken, is echter nog niet verbonden met de metro.

## Stations
| Stationsnummer | Stationsnaam                 | Overstappen naar         | Ligging     |
| 100            | Nokdong                      | (oostelijke eindpunt)    | Bovengronds |
| 101            | Sotae                        |                          | Ondergronds |
| 102            | Hakdong / Jeungsimsa         |                          | Ondergronds |
| 103            | Namgwangju                   |                          | Ondergronds |
| 104            | Culture Complex              |                          | Ondergronds |
| 105            | Geumnamno 4-ga               |                          | Ondergronds |
| 106            | Geumnamno 5-ga               |                          | Ondergronds |
| 107            | Yangdong Market              |                          | Ondergronds |
| 108            | Dolgogae                     |                          | Ondergronds |
| 109            | Nongseong                    |                          | Ondergronds |
| 110            | Hwajeong                     |                          | Ondergronds |
| 111            | Ssangchon                    |                          | Ondergronds |
| 112            | Uncheon                      |                          | Ondergronds |
| 113            | Sangmu                       |                          | Ondergronds |
| 114            | Kimdaejung Convention Center |                          | Ondergronds |
| 115            | Airport                      | Gwangju Airport          | Ondergronds |
| 116            | Songjeong Park               |                          | Ondergronds |
| 117            | Songjeongni                  | Hogesnelheidstrein (KTX) | Ondergronds |
| 118            | Dosan                        |                          | Ondergronds |
| 119            | Pyeongdong                   | (westelijke eindpunt)    | Bovengronds |

## Galerij

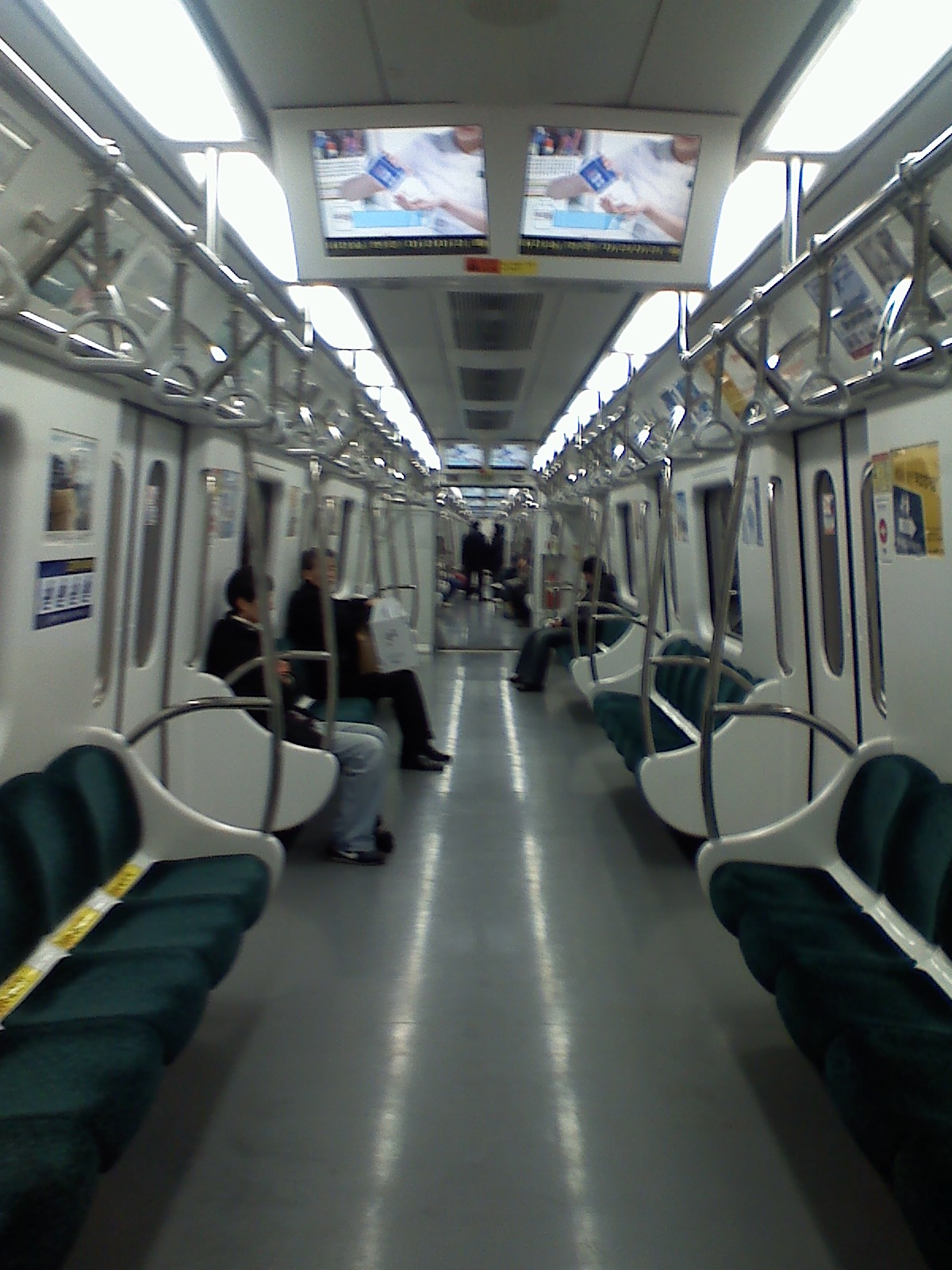
Interieur van een metrostel
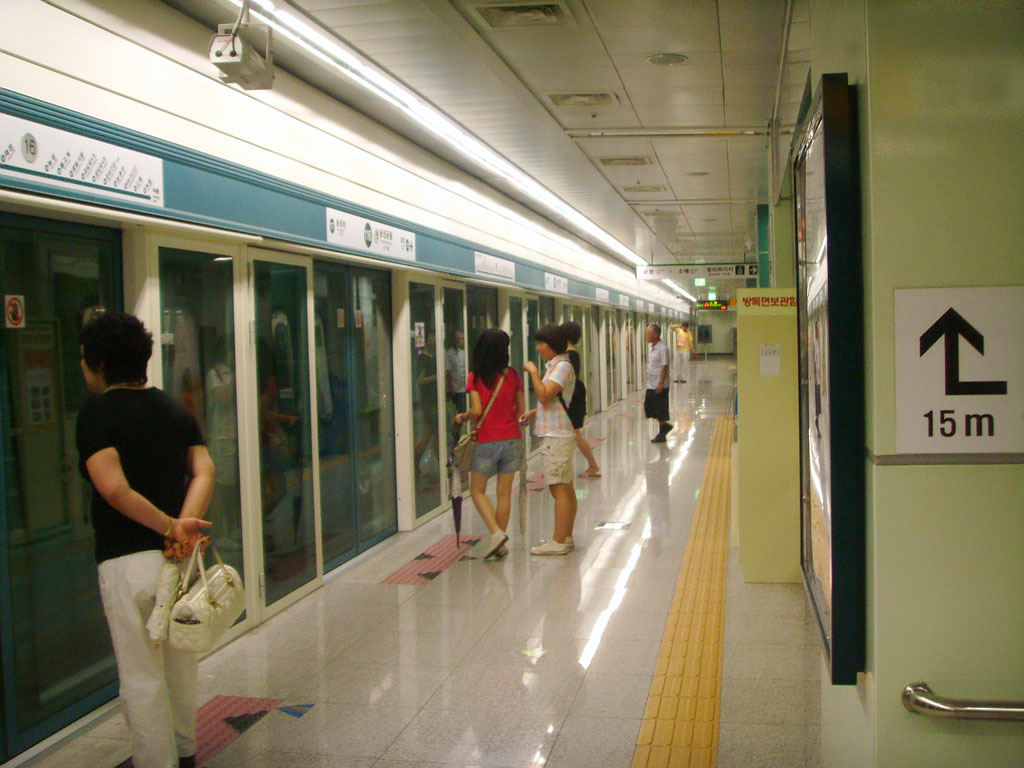
Zakelijk vormgegeven perron met schuifdeuren (Songjeong Park)
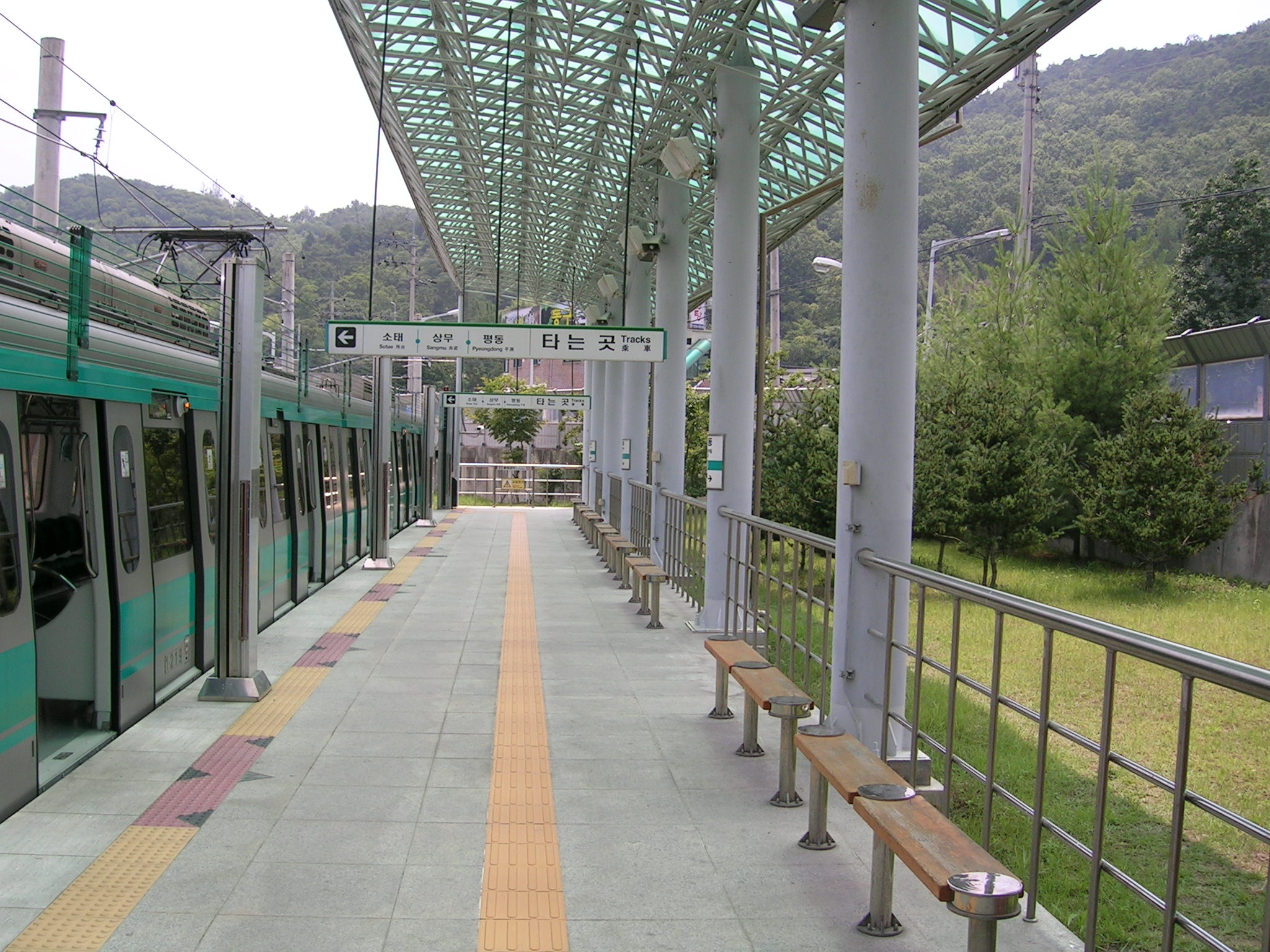
Het oostelijke eindpunt, station Nokdong
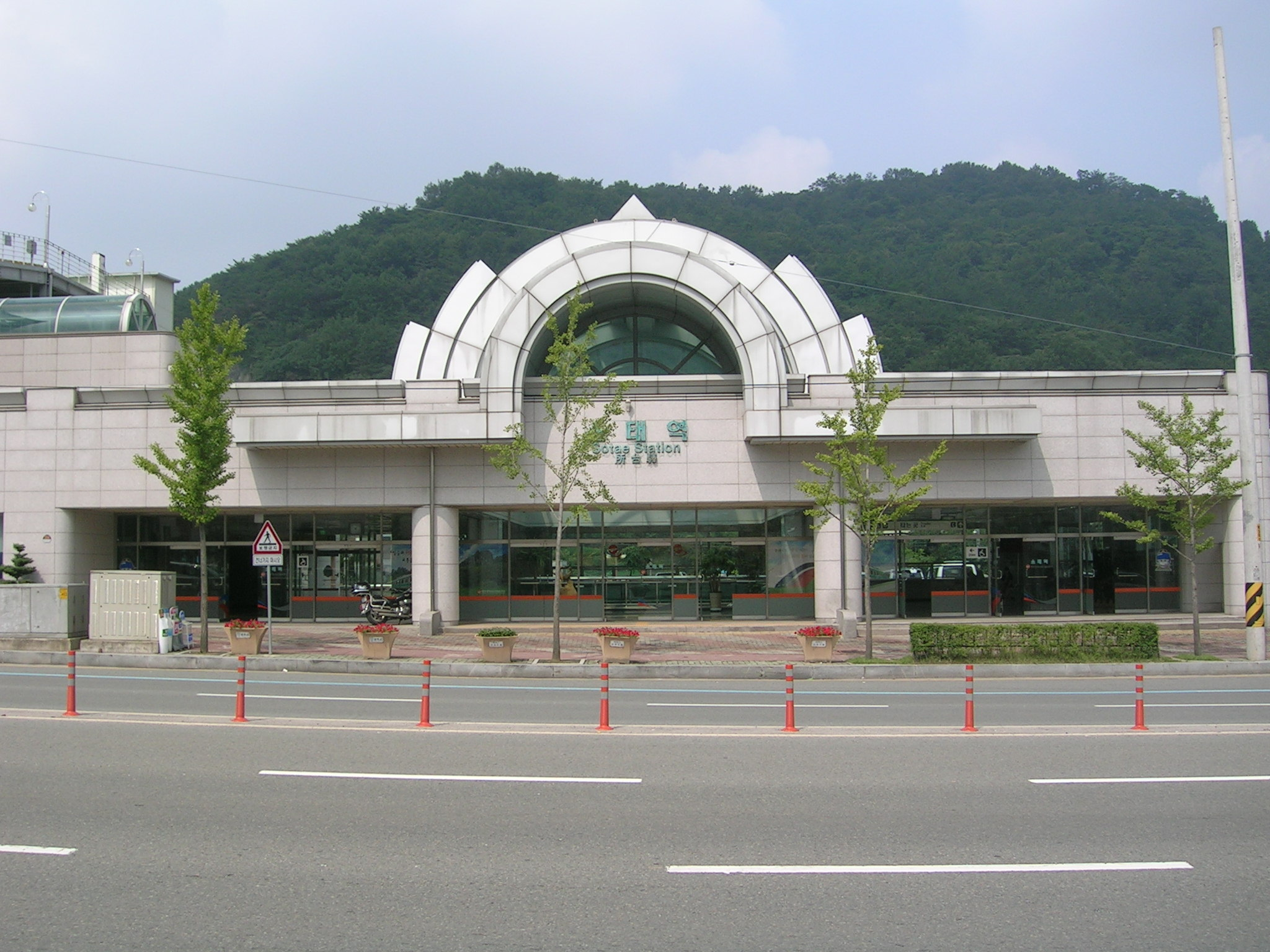
Entree van station Sotae